# 法斯托夫
法斯托夫是德国下萨克森州的一个市镇。总面积21.85平方公里，总人口894人，其中男性502人，女性392人（2011年12月31日），人口密度41人/平方公里。